# Stenodema falki
Stenodema falki är en insektsart som beskrevs av Bliven 1958. Stenodema falki ingår i släktet Stenodema och familjen ängsskinnbaggar. Inga underarter finns listade i Catalogue of Life.